# Amplitud (física)

Onda sinusoide:
1 = Amplitud.
2 = Amplitud de pico a pico.
3 = Media.
4 = Periodo.

En física, la amplitud (del latín amplitdō) de un movimiento oscilatorio, ondulatorio o señal electromagnética, es una medida de la variación máxima del desplazamiento u otra magnitud física que varía periódica o cuasiperiódicamente en el tiempo. Es la distancia entre el punto más alejado de una onda y el punto de equilibrio o medio.

## Definiciones

### Amplitud de pico y semiamplitud
Para ondas periódicas simétricas, como onda sinusoidal, onda cuadrada u onda triangular, amplitud de pico y semiamplitud son lo mismo.

#### Amplitud de pico
En mediciones de sistemas de audio, telecomunicaciones y otros donde la medida es una señal que oscila por encima y por debajo de un valor de referencia, pero no es sinusoidal, la amplitud de pico se utiliza a menudo. Si la referencia es cero, se trata del valor absoluto máximo de la señal; si la referencia es un valor medio (componente de CC), la amplitud de pico es el valor absoluto máximo de la diferencia con respecto a esa referencia.

#### Semi-amplitud
Semi-amplitud significa la mitad de la amplitud pico a pico. 
La mayor parte de la literatura científica emplea el término amplitud o amplitud pico para referirse a la semiamplitud.
Es la medida de bamboleo orbital más utilizada en astronomía y la medición de pequeñas velocidad radial semiamplitudes de estrellas cercanas es importante en la búsqueda de exoplanetas (véase espectroscopia Doppler).

#### Ambigüedad
En general, el uso de amplitud de pico es sencillo e inequívoco sólo para ondas periódicas simétricas, como una onda sinusoidal, una onda cuadrada o una onda triangular. Para una onda asimétrica (pulsos periódicos en una dirección, por ejemplo), la amplitud de pico se vuelve ambigua. Esto se debe a que el valor es diferente dependiendo de si la señal positiva máxima se mide en relación con la media, la señal negativa máxima se mide en relación con la media, o la señal positiva máxima se mide en relación con la señal negativa máxima (la amplitud pico a pico) y luego se divide por dos (la huevos). En electrotecnia, la solución habitual a esta ambigüedad es medir la amplitud a partir de un potencial de referencia definido (como toma de tierra o 0 V). En sentido estricto, ya no se trata de amplitud, puesto que existe la posibilidad de que se incluya una constante (componente de CC) en la medición.

### Amplitud pico a pico
La amplitud pico a pico (abreviada p-p) es el cambio entre el pico (valor de amplitud más alto) y la cresta (valor de amplitud más bajo, que puede ser negativo). Con los circuitos adecuados, las amplitudes pico a pico de las oscilaciones eléctricas pueden medirse con medidores o visualizando la forma de onda en un osciloscopio. Pico a pico es una medida directa en un osciloscopio, los picos de la forma de onda se identifican fácilmente y se miden contra la gratícula. Esta sigue siendo una forma común de especificar la amplitud, pero a veces otras medidas de amplitud son más apropiadas.

### Amplitud cuadrática media de la raíz
La amplitud  cuadrática media (RMS) se utiliza especialmente en ingeniería eléctrica: la RMS se define como la raíz cuadrada de la  media en el tiempo del cuadrado de la distancia vertical de la gráfica desde el estado de reposo;
es decir, el valor eficaz de la forma de onda de CA (sin componente de CC).
Para formas de onda complicadas, especialmente señales no repetitivas como el ruido, se suele utilizar la amplitud RMS porque no es ambigua y tiene significado físico. Por ejemplo, la potencia media transmitida por una onda acústica o electromagnética o por una señal eléctrica es proporcional al cuadrado de la amplitud RMS (y no, en general, al cuadrado de la amplitud de pico).
Para corriente alterna energía eléctrica, la práctica universal es especificar los valores eficaces de una forma de onda sinusoidal. Una propiedad de las tensiones y corrientes cuadráticas medias es que producen el mismo efecto de calentamiento que una corriente continua en una resistencia dada.
El valor pico a pico se utiliza, por ejemplo, al elegir rectificadores para fuentes de alimentación, o al estimar la tensión máxima que debe soportar el aislamiento. Algunos voltímetros comunes están calibrados para la amplitud RMS, pero responden al valor medio de una forma de onda rectificada. Muchos voltímetros digitales y todos los medidores de bobina móvil están en esta categoría. La calibración RMS sólo es correcta para una entrada de onda sinusoidal, ya que la relación entre los valores pico, medio y RMS depende de la forma de onda. Si la forma de onda que se mide es muy diferente de una onda sinusoidal, la relación entre el valor eficaz y el valor medio cambia. Los medidores de verdadero valor eficaz se utilizaban en mediciones de radiofrecuencia, donde los instrumentos medían el efecto de calentamiento en una resistencia para medir una corriente. La llegada de los medidores controlados por microprocesador capaces de calcular el valor eficaz mediante muestreo de la forma de onda ha hecho que la medición del valor eficaz verdadero sea habitual.

### Amplitud de pulso
En telecomunicación, amplitud de pulso es la magnitud de un parámetro pulso, como el nivel de  tensión, corriente, intensidad de campo, o potencia.
La amplitud de pulso se mide con respecto a una referencia especificada y, por lo tanto, debe modificarse con calificadores, como promedio, instantáneo, pico o raíz cuadrática media.
La amplitud de pulso también se aplica a la amplitud de frecuencia- y fase-moduladas de la forma de onda envolvente de ellas.

## Representación formal
En esta sencilla ecuación de onda
{\displaystyle x=A\sin(\omega [t-K])+b\ ,}
- {\displaystyle A} es la amplitud (o amplitud de pico),
- {\displaystyle x} es la variable oscilante,
- {\displaystyle \omega } es frecuencia angular,
- {\displaystyle t} es el tiempo,
- {\displaystyle K} y {\displaystyle b} son constantes arbitrarias que representan los desfases de tiempo y desplazamiento respectivamente.

La dimensión de la amplitud depende de la magnitud física que se mida:
- para una cuerda vibrante, es una distancia.
- Para una onda sonora, la amplitud corresponde a la presión acústica. Su valor se expresa en pascales (Pa).
Nota - La expresión decibelios (dB) de la relación entre el valor eficaz de la presión acústica y una presión acústica de referencia de 20 μPa (0 dB, la amplitud cero corresponde a -∞ dB) se comunica más comúnmente. Este valor no está directamente relacionado con la amplitud. El valor eficaz depende de la forma de la onda, véase factor de cresta.
- Para una radiación electromagnética, la amplitud corresponde a un campo eléctrico.
- Para una señal eléctrica, la amplitud corresponde a una tensión o a una corriente.

La amplitud tal y como se ha expresado anteriormente no es adecuada para estudiar fenómenos físicos relacionados con la potencia transmitida. En este caso, como en acústica y electrotecnia, se utiliza el valor eficaz: la raíz cuadrática media o valor eficaz, del valor de la señal.
En el caso de una señal, que por tanto es intrínsecamente variable, también se pueden estudiar los máximos a lo largo de un periodo determinado: «amplitud pico» o «amplitud máxima».
| Nombre               | Definición                                                                     |
| Amplitud media       | Valor medio aritmético de la señal positiva                                    |
| Amplitud RMS         | Amplitud continua de potencia equivalente, también conocida como valor eficaz. |
| Amplitud             | Amplitud positiva máxima, también conocida como valor máximo.                  |
| Amplitud pico a pico | Diferencia entre el valor máximo (positivo) y el valor mínimo (negativo).      |

## Amplitud de onda
Es una perturbación física que se propaga en el espacio como una onda armónica. Puede modelizar matemáticamente como una magnitud física {\displaystyle \psi \,}, cuyo valor varía con el tiempo y de un punto a otro del espacio, de la siguiente manera:

{\displaystyle {\frac {\partial ^{2}\psi }{\partial x^{2}}}+{\frac {\partial ^{2}\psi }{\partial y^{2}}}+{\frac {\partial ^{2}\psi }{\partial z^{2}}}={\frac {1}{v_{p}^{2}}}{\frac {\partial ^{2}\psi }{\partial t^{2}}}}

Donde {\displaystyle v_{p}\,} es la velocidad de propagación de la perturbación. Para una onda plana que se propaga en dirección x la solución de la ecuación anterior es:

{\displaystyle \psi (x,y,z,t)=f(x-v_{p}t)+g(x+v_{p}t)\,}

Y en ese caso la amplitud se define como:

{\displaystyle A_{\psi }=\max _{t\in \mathbb {R} }|f(x-v_{p}t)+g(x+v_{p}t)|}

Usualmente la intensidad de una onda es una magnitud proporcional al promedio del cuadrado de la amplitud:

{\displaystyle I_{\psi }\propto \langle A_{\psi }^{2}\rangle }

Para una onda periódica de período T:

{\displaystyle I_{\psi }\propto {\frac {1}{T}}\int _{0}^{T}|\psi (\mathbf {x} ,t)|^{2}\ dt}

## Amplitud en acústica
En acústica la amplitud normalmente se mide en decibelios SPL ({\displaystyle dB_{SPL}}): 
- Los decibelios representan la relación entre dos señales y se basa en un logaritmo de base 10 del cociente entre dos amplitudes sonoras o presiones.
- Las siglas SPL hacen referencia a la presión sonora (Sound Pressure Level).

Si una onda sonora que ocasiona una sobrepresión máxima {\displaystyle \Delta p\,} a su paso por un punto del espacio, su amplitud medida en decibelios SPL es:

{\displaystyle A_{s}=20\log \left({\frac {\Delta p}{p_{0}}}\right)}

Donde {\displaystyle p_{0}\,} es la presión sonora de referencia. 

### Atenuación del sonido
Las ondas van "debilitándose en amplitud" conforme van alejándose de su punto de origen: es lo que se conoce como atenuación de la onda. Aunque la amplitud de las ondas decrece, su longitud de onda y su frecuencia permanecen invariables, ya que éstas dependen sólo del foco emisor.
La disminución de amplitud de una onda sonora se debe a dos razones:
- La ampliación del frente de onda, que da lugar a una disminución de la amplitud viene cuantificada por la ley cuadrática inversa.
- La absorción de la vibración, que es un proceso disipativo por el cual parte de la potencia sonora es absorbida por algún material que sea un aislante acústico.

## Unidades de la amplitud
Las unidades de la amplitud dependen del fenómeno:
- En corriente alterna es usual usar la amplitud cuadrática media medida en voltios o amperios, según el aspecto de dicha corriente que se esté estudiando.
- En una onda electromagnética la amplitud está relacionada con la raíz cuadrada de la intensidad radiante y resulta estar relacionada con el campo eléctrico de dicha onda. En una onda luminosa importa además de la intensidad radiante la intensidad luminosa que usualmente se mide en candelas.
- En una onda sonora la amplitud es la sobrepresión atmosférica y por tanto las unidades para la amplitud de una onda sonora pueden ser el pascal, el milibar o cualquier otra unidad de presión.[8][9]
- Para una onda mecánica o una vibración la amplitud es un desplazamiento y tiene unidades de longitud.
- Para la radiación electromagnética, la amplitud de un fotón corresponde a los cambios en el campo eléctrico de la onda. Sin embargo, las señales de radio pueden ser transportadas por radiación electromagnética; se hace oscilar la intensidad de la radiación (modulación de amplitud) o la frecuencia de la radiación (modulación de frecuencia) y luego se varían (modulan) las oscilaciones individuales para producir la señal.

## Semi-amplitud
Semi-amplitud significa la mitad de la amplitud del pico a pico.  Es la medida más ampliamente utilizada de amplitud orbital en astronomía y la medición de pequeñas semi-amplitudes en las estrellas cercanas es importante en la búsqueda de exoplanetas. Para una onda sinusoidal, la amplitud de pico y semi-amplitud son los mismos.
Algunos científicos usan la "amplitud" o "pico de amplitud" para significar semi-amplitud, es decir, la mitad de la amplitud pico a pico es una referencia que es representada así
.

## Envolventes de amplitud transitoria
Una amplitud en estado estacionario permanece constante en el tiempo, por lo que se representa mediante un escalar. En caso contrario, la amplitud es transitoria y debe representarse como una función continua o un vector discreto. Para el audio, las envolventes de amplitud transitoria modelan mejor las señales porque muchos sonidos comunes tienen un ataque, decaimiento, sostenimiento y liberación de sonoridad transitoria.
A otros parámetros se les pueden asignar envolventes de amplitud transitoria o de estado estable: modulación de alta/baja frecuencia/amplitud, ruido gaussiano, sobretonos, etc.

## Normalización de la amplitud
Con formas de onda que contienen muchos sobretonos, se pueden conseguir timbres transitorios complejos asignando a cada sobretono su propia envolvente de amplitud transitoria distinta. Desgraciadamente, esto tiene el efecto de modular también la sonoridad del sonido. Tiene más sentido separar la sonoridad y la calidad armónica para que sean parámetros controlados independientemente el uno del otro.
Para ello, las envolventes de amplitud armónica se normalizan fotograma a fotograma para convertirse en envolventes de proporción de amplitud, donde en cada fotograma todas las amplitudes armónicas sumarán 100% (o 1). De esta forma, la envolvente principal que controla la sonoridad puede controlarse limpiamente.
En el reconocimiento de sonido, la normalización de amplitud máxima se puede utilizar para ayudar a alinear las características armónicas clave de 2 sonidos similares, lo que permite reconocer timbres similares independientemente de la sonoridad.